# Sporting Mertzig
Der FC Sporting Mertzig ist ein luxemburgischer Fußballverein aus Mertzig.

## Geschichte
Der Klub wurde 1925 als Club Sportif Mertzig gegründete und benannte sich 1934 in FC Sporting Mertzig um. Während der deutschen Besetzung Luxemburgs trug der Verein zwischen 1940 und 1944 zwangsweise das eingedeutschte Namenskürzel FK (Fußball-Klub). 1952 löste sich der Verein auf, 1961 kam es zur Neugründung.
Die Mannschaft hat ihren Spielbetrieb im Stade „An den Burwiesen“, das bis zu 2.500 Zuschauern Platz bietet.
1983 stieg Sporting Mertzig erstmals in die zweithöchste luxemburgische Spielklasse auf, 1995 gelang als Tabellenzweiter der Aufstieg in die Nationaldivision. Acht Spielzeiten hielt sich der Verein in der höchsten Spielklasse des Landes, bevor 2003 die meisten Sponsoren den Verein verließen. Den Abstieg 2003 in die zweite Liga und 2009 in die dritthöchste Spielklasse konnte der Verein nicht verhindern.
Im luxemburgischen Pokalwettbewerb erreichte Sporting Mertzig 1991/92 und 1999/2000 jeweils das Halbfinale.

## Ehemalige bekannte Spieler und Trainer
- Carlo Weis (1995–1997)
- Mikhail Zaritski (1996–1998, 2000–2002)
- Sébastien Rémy (1998–2001)
- Laurent Deville (2000–2001)